# Les Fessey
Les Fessey – miejscowość i gmina we Francji, w regionie Burgundia-Franche-Comté, w departamencie Górna Saona.
Według danych na rok 1990 gminę zamieszkiwało 96 osób, a gęstość zaludnienia wynosiła 17 osób/km² (wśród 1786 gmin Franche-Comté Les Fessey plasuje się na 647. miejscu pod względem liczby ludności, natomiast pod względem powierzchni na miejscu 752.).